# Polgári Fúvószenekar 1895
A székelykeresztúri Polgári Fúvószenekar 1895 a térség legrégebbi zenekara, mely megalakulása óta folyamatosan működik! 

## A zenekar története dióhéjban
A zenekar 1895 májusában alakult. A zenekar gondolata Lapina Antal képezdei diák és Nagy Ferenc helybéli lakosnak tulajdonítható. Nagy Ferenc 20 hangszer vásárlásával előlegezte meg a 
zenekart. A zenekar tagjai kivétel nélkül iparosok voltak. A zenekar tevékenységét, repertoárját mai napig pontosan vezetett jegyzőkönyv őrzi.

## Kiadványok a zenekarról
A zenekar történetét Krisán József(1933-2016)nyugalmazott pedagógus, akkori kultúrigazgató 100 éves a székelykeresztúri fúvószenekar című munkájában, majd fia, Csaba 2010-ben a zenekar fennállásának 
115. éves évfordulója tiszteletére másfél órás filmben, illetve Zagyi Ferenc Székelykeresztúr kulturális krónikája című könyvében dolgozta fel.

## A zenekar működése a rendszerváltás után
1990-től kapcsolatokat alakíthattak ki külföldi zenekarokkal. Ennek eredményeképpen felléptek már több anyaországi nagyvárosban, valamint Olaszországban. Jelenleg több anyaországi zenekarral tart testvérkapcsolatot a zenekar: Ajka Városi Bányász Fúvószenekar, Dunakeszi Koncertfúvósok, Derecskei Ifjúsági Fúvószenekar, valamint nem utolsósorban Pápa Város Fúvószenekara. Jó kapcsolatot ápolnak az olaszországi Banda Musicale Cittá di Staffolo zenekarával. Az itthoni zenekarokkal is megmaradtak a több évtizedes kapcsolatok, ahol ugyanyúgy szivügyüknek tartották a fúvóshagyomány ápolását és nem darálta be a zenekart a folyamatosan változó, rohanó világ. Ezen zenekarok közül megemlíthetjük a "csak" mindössze tizenöt évvel "fiatalabb", 1910-ben alapított barátosi Ferencz Ernő Fúvószenekart, továbbá a homoródalmási, korondi, alsósófalvi, szentegyházi, lövétei fúvószenekarokat. Az évi több fellépés nem kis erőfeszítést és sok nélkülözést igényel a tagok részéről, amit kárpótol a közönség szeretete.
2000-ben civil szervezetet hoztak létre, amely a Polgári Fúvószenekar 1895 Egyesület nevet viseli, melynek első elnöke 2012-ben bekövetkezett hirtelen haláláig Fodor S.Sándor (1951-2012)  tanár, tanfelügyelő lett.
2014-ben Nagy Levente kinevezésével csere történt a zenekar élén, aki a korán elhunyt Borbély Csaba (1960-2014) karnagy három évtizedes zenekari irányítását vette át. Egyesületi tagságuk több mint ötven, zenekari tagságuk negyven tagból áll, mely évről-évre folyamatosan gyarapszik. A Demeter Levente elnök által vezetett egyesület vezetőségének köszönhetően pályázatokból, valamint a tagok által befizetett havi tagsági díjakból fedezik évi költségeiket.
2015-ben, a zenekar fennállásának évfordulóján saját tervezésű logóval ellátott zászlót is avattak, melyet minden fellépés alkalmával használnak.

## Díjak
- Közösségi díj Udvarhelyszék kultúrájáért – Magyar Kultúra Napja, 2012
- Magyar Fúvószenei és Mazsorett Szövetség (MAFUSZ) tagság megszerzése, 2016
- MAFUSZ-díj koncertfúvós B kategória, arany minősítés, 2018
- MAFUSZ-díj szórakoztató zenei B kategória, arany minősítés, 2018
- II. díj nemzetközi fúvósversenyen, a Fúvószenekarok és Együttesek Magyarországi és Közép-Kelet-Európai Szövetsége (WASBE) Tagszervezete részéről, 2019
- Miniszteri elismerő oklevél dr. Pintér Sándor belügyminiszter részéről, 2019
- I. díj nemzetközi fúvósversenyen, a Fúvószenekarok és Együttesek Magyarországi és Közép-Kelet-Euópai Szövetsége (WASBE) Tagszervezete részéről, 2022
- Pro Cultura díj Székelykeresztúr Város Önkormányzata részéről, 2024

## Forrás
https://keresztur.ro/hu/kultura/polgari-fuvoszenekar-1895.html
https://www.facebook.com/polgarifuvoszenekar1895